# Goliath (singel)
Goliath – singel zespołu The Mars Volta wydany w 2008 roku.

## Spis utworów
1. Goliath – 7:15
2. Goliath (El-P Remix) – 3:57
3. Tourniquet Man (Wes The Mes Remix) – 6:37
4. Back Up Against The Wall – 1:34
5. Wax Simulacra (wideo)
6. Goliath (wideo)
7. Ilyena (wideo)
8. Aberinkula (wideo)
9. Askepios (wideo)